# جو وارن
جو وارن (انگلیسی: Joe Warren; ۳۱ اکتبر ۱۹۷۶ – ) ورزشکار هنرهای رزمی ترکیبی اهل ایالات متحده آمریکا بود.